# Pizieux
Pizieux är en kommun i departementet Sarthe i regionen Pays de la Loire i nordvästra Frankrike. Kommunen ligger i kantonen Mamers som tillhör arrondissementet Mamers. År 2022 hade Pizieux 74 invånare.

## Befolkningsutveckling
Antalet invånare i kommunen Pizieux
| Referens: INSEE |